# Mort des époux Pattison
La mort des époux Pattison est un accident tragique survenu par noyade le 20 septembre 1832 au lac de Gaube, dans les Hautes-Pyrénées. William et Sarah Pattison, mariés depuis un mois, séjournent dans les Pyrénées, à Cauterets, pour leur voyage de noces. Ils empruntent une barque pour se promener sur le lac et meurent noyés dans des circonstances indéterminées. Ce fait divers banal, rapporté et mis en lumière par de nombreux écrivains de passage à Cauterets dans les années qui suivent, fait naître une légende. Les versions de l'accident se multiplient, la thèse du suicide étant parfois évoquée pour suppléer celle de la mort accidentelle.

## Le fait divers
Le 20 septembre 1832, deux jeunes mariés britanniques William et Sarah Pattison, en voyage de noces dans les Pyrénées, meurent noyés dans les eaux du lac. Ayant loué une barque pour effectuer une promenade sur le lac, ils disparaissent soudainement, sans pouvoir être secourus. Des témoins rapportent avoir entendu des cris perçants, sans qu'aucun n'ait pu voir la scène dans la mesure où la barque, au moment du drame, se trouvait caché par des rochers.
Après la mort des époux Pattison, un monument est érigé en leur honneur sur un rocher qui surplombe le lac. Il prend la forme d'un tombeau de marbre blanc entouré d'une grille et comporte l'épitaphe suivante, inscrite en lettres capitales :

« À la mémoire de William Henry Pattison, écuyer, avocat de Lincoln's Inn, à Londres, et de Sarah Frences, son épouse, âgés l'un de 31 ans et l'autre de 26 ans, mariés depuis un mois seulement. Un accident affreux les enleva à leurs parents et à leurs amis inconsolables. Ils furent engloutis dans ce lac le 20 septembre 1832. Leurs restes transportés en Angleterre reposent à Wilham dans le comté d'Essex. »

 Le monument dédié aux Pattison se visite : en août 1843, Victor Hugo dit avoir payé trois sous pour entrer dans l'enclos du tombeau, tandis qu'en 1854, Henri Nicolle paye quinze centimes pour y accéder. Le monument est finalement détruit en 1944 par les troupes d'occupation allemandes. Dès lors, tous les voyageurs qui entreprennent l'excursion vers le lac de Gaube mentionnent ce fait divers dans leurs écrits. L'accident est ainsi décrit par de nombreux auteurs comme Victor Hugo, David d'Angers, Juliette Drouet, Achille Jubinal ou encore Frédéric Soutras. En 1854, Henri Nicolle y consacre même un chapitre entier de son ouvrage Courses dans les Pyrénées, la montagne et les eaux.
Les circonstances de l'accident ne sont pas déterminées et les hypothèses se multiplient dans la mesure où le drame serait survenu au moment où la barque était cachée depuis la rive par des rochers s'avançant sur le lac. Dans certaines versions, la noyade serait due à l'alcool, William Pattison ayant consommé une bouteille de rhum entière ou un litre d'eau-de-vie. Pour d'autres, c'est un coup de rame maladroit qui aurait déséquilibré la barque. Les circonstances sont d'autant plus troublantes que le nautonier du lac de Gaube, un vieux pêcheur nommé Gaye, est absent le jour du drame. Achille Jubinal avance même que ce dernier est transporté mourant le même jour à Cauterets, si bien que les deux époux se retrouvent seuls.

## La légende
Anne Lasserre-Vergne explique que toutes les conditions sont réunies pour que cet accident tragique, à une époque où le mouvement romantique est à son apogée, accède à la légende : « Le cadre où s'est déroulé l'accident est à la fois effrayant et sublime. Quant aux personnages, ils pourraient faire crier à l'invraissemblance dans une pièce romantique : deux jeunes mariés, originaires d'Angleterre, dont le voyage de noces se termine tragiquement dans ce lac pyrénéen. Enfin, les circonstances de cette noyade, lors d'une promenade en barque, sont mal connues ». Si les accidents sont fréquents dans les Pyrénées, certains retiennent peu l'attention, comme la disparition de deux touristes anglais qui voulaient gravir le Vignemale en 1835, un drame évoqué seulement par Juliette Drouet dans son journal de voyage. Dans le cas de la noyade des époux Pattison, c'est autant la jeunesse des victimes que leur condition nuptiale, mariés depuis un mois seulement au moment du drame, qui attire l'attention des écrivains. Nombreux sont les auteurs qui évoquent le caractère dramatique de l'événement, à l'image d'Achille Jubinal : « Jamais je n'ai tant souffert. Tous deux jeunes, tous deux beaux, tous deux riches et tous deux récemment unis, venir ainsi misérablement périr loin de leur famille, en présence d'étrangers, et lorsque la vie s'ouvrait devant eux, pleine d'avenir et exempte d'alarmes ». Comme le constate Anne Lasserre-Vergne, tous les écrivains qui évoquent le drame dans leur récit s'accordent sur les « douceurs de la lune de miel » que les époux goûtaient à Cauterets, si bien que l'accident, « aussi tragique que banal », devient peu à peu un objet littéraire : « Le souffle romantique s'empare de la fin prématurée de deux aimables destinées, et cet amour — que l'on veut pur par sa nouveauté même — trouve son suprême accomplissement dans la mort ».
Les circonstances du drame n'étant pas déterminées, certains auteurs avancent leur propre explication et les versions se multiplient. Henri Nicolle suggère l'idée d'un suicide, affirmant que les époux, comblés par leur amour et considérant « que la coupe devait se tarir un jour », décident alors de se donner la mort. François Barthe avance que seul le jeune marié souhaitait mettre fin à « un bonheur commencé depuis un mois à peine, et qui sans doute comblait tous ses désirs », se précipitant alors dans les flots en y entraînant sa femme contre sa volonté. Professeur à l'école militaire de Saint-Cyr et fervent défenseur de l'ordre moral, il y trouve une occasion de critiquer la nation britannique qu'il juge « malheureuse par l'excès du bonheur matériel ; déshéritée du désir, sans lequel l'homme ne peut vivre »,. Dans d'autres versions, la jeune femme meurt en tentant de porter secours à son mari, ou bien décide de le rejoindre dans la mort, comme l'affirme Achille Jubinal : « Le gouffre gardait sa proie. Alors une idée funeste lui traversa la tête comme un éclair ; elle se redressa, jeta un dernier coup d'œil vers la terre et vers le ciel ; puis, s'élançant dans le lac, elle disparut à son tour ».
L'imagination populaire s'empare de l'événement : dès le milieu du XIXe siècle, les montagnards qui vivent dans l'hôtellerie qui jouxte le lac racontent que la nuit, deux fantômes s'étreignent et luttent à bord d'une barque au milieu du lac avant d'être engloutis par les eaux,.
Selon Anne Lasserre-Vergne, le processus de légendification « trouve sa concrétisation […] dans les conséquences de cette noyade : l'une est le fruit de l'imaginaire populaire (l'apparition de fantômes), l'autre celui de l'imagination des voyageurs (la vengeance de la nature) ».
Le poète Frédéric Soutras consacre au drame un long poème, intitulé Une tombe vide au bord du lac de Gaube, dans lequel l'auteur opère selon Anne Lasserre-Vergne un glissement vers le registre de la légende. Dans cette œuvre, il compare Sarah Pattison au personnage d'Ophélie, l'héroïne de la tragédie Hamlet de William Shakespeare. Peu à peu apparaît l'image d'une vengeance de la nature, conforme à la tradition littéraire selon laquelle nul ne peut braver impunément la nature sauvage et périlleuse des montagnes. Aussi la mort des Pattison apparaît comme le résultat d'une implacable destinée. Le cadre mystérieux des lieux autorise des auteurs à faire certaines analogies : Alfred Driou compare le lac de Gaube aux lieux maudits décrits dans les œuvres de Dante Alighieri ou L'Arioste, de même qu'un membre de la Société Académique des Hautes-Pyrénées, dans un texte anonyme, compare le lac au Styx, le fleuve des Enfers. Cette comparaison est accentuée par le fait que la barque symbolise le voyage accompli par les vivants vers le royaume des morts.